# Grand Bassam
Grand Bassam je město v jihovýchodním Pobřeží slonoviny ležící východně od Abidžanu. V letech 1893 až 1896 byl hlavním městem kolonie. V důsledku epidemie žluté zimnice se pak správa kolonie přesunula do Bingerville. Obě sídla zůstala klíčovými přístavišti až do 30 let dvacátého století, kdy jejich roli převzal Abidžan.
Město Grand Bassam je sídlem stejnojmenného departmentu. Město působilo dojmem města duchů, protože některé jeho oblasti byly v důsledku úpadku města opuštěny. V 70. letech došlo ve městě k rozvoji turistického ruchu a tradičních řemesel.
Město je rozděleno lagunou na dvě části: Starý Bassam je bývalá francouzská osada na břehu Guinejského zálivu. Tuto část města charakterizuje zčásti opravená stará koloniální výstavba. Nový Bassam je se Starým Basamem spojen mostem a leží na vnitřní straně laguny. Tato část vyrostla ze čtvrti služebnictva a nyní tvoří komerční centrum města.
V roce 2012 bylo Grand Bassam zapsáno na Světového dědictví UNESCO.
V roce 2016 byla turistická část města napadena teroristy hlásícími se ke skupině Al-Káida v islámském Maghrebu, kteří zabili 16 lidí.